# Usine sidérurgique de Völklingen
L'usine sidérurgique de Völklingen (en allemand : Völklinger Hütte) est un complexe sidérurgique situé dans la ville allemande de Völklingen en Sarre. L'édification de l'usine débute en 1873, et le centre devient rapidement un complexe industriel unique en Europe, assurant toutes les étapes de la production de fonte et d'acier. Au pic de production durant l'après-guerre l'usine emploie jusqu'à 17 000 ouvriers. Fermé en 1986, l'ensemble est inscrit au patrimoine mondial de l'UNESCO en 1994 : c'est le premier monument industriel à figurer sur cette liste. C'est aussi le point de départ de la route européenne du patrimoine industriel.

## Histoire
En 1873, l'ingénieur sidérurgiste Julius Buch installe les premières machines à proximité de la ville de Völklingen afin de produire des poutres en fer et des traverses de chemin de fer par puddlage à partir de minerai extrait des mines luxembourgeoises. L'activité de l'usine est stoppée en 1879. Le site désaffecté est racheté par Carl Röchling deux ans plus tard et le premier haut fourneau est construit en 1883. À la fin du XIXe siècle, l'usine devient l'une des plus productives d'Europe et le premier centre de production de poutres d'Allemagne. Le centre est le premier au monde à appliquer la méthode de purification au gaz sec en mettant en place l'installation en 1911.
Après la Première Guerre mondiale, le traité de Versailles de 1919 accorde à la France la propriété des mines de charbon, comprenant notamment l'usine de Völklingen, et place le territoire du Bassin de la Sarre sous mandat de la Société des Nations. Le référendum du 13 janvier 1935 en faveur du rattachement à l'Allemagne remporte une énorme majorité (90,8 %), et l'usine redevient allemande.
Durant la Seconde Guerre mondiale, 12 393 hommes, femmes et enfants, venant de 20 pays différents mais surtout de Russie, Pologne et Yougoslavie travaillent dans les forges et l'aciérie dans des conditions très dures. Parmi ces Zwangarbeiter (travailleurs forcés), 261 dont 60 enfants y laissèrent la vie. Après la guerre, la Sarre est incluse dans la zone d'occupation française et l'administration de l'usine revient à la France jusqu'au rattachement de la Sarre à la RFA le 1er janvier 1957.
À partir de la fin de la Seconde Guerre mondiale et jusqu'à la fin de la production de fonte en 1986, seules quelques petites modifications de modernisation et d'entretien furent réalisées. L’usine atteint son niveau de production maximum pendant le boom du bâtiment lors de l'après-guerre. Le nombre d'ouvriers peut atteindre alors plus de 17 000. À partir de 1975, la crise mondiale de l’acier se fait ressentir en Sarre. Le regroupement des usines sidérurgiques et métallurgiques de Völklingen et de Burbach sous la dénomination ARBED-Saarstahl n'arrête pas ce déclin. Des milliers de salariés perdent leur emploi et l'usine arrête sa production en 1986.

## Description

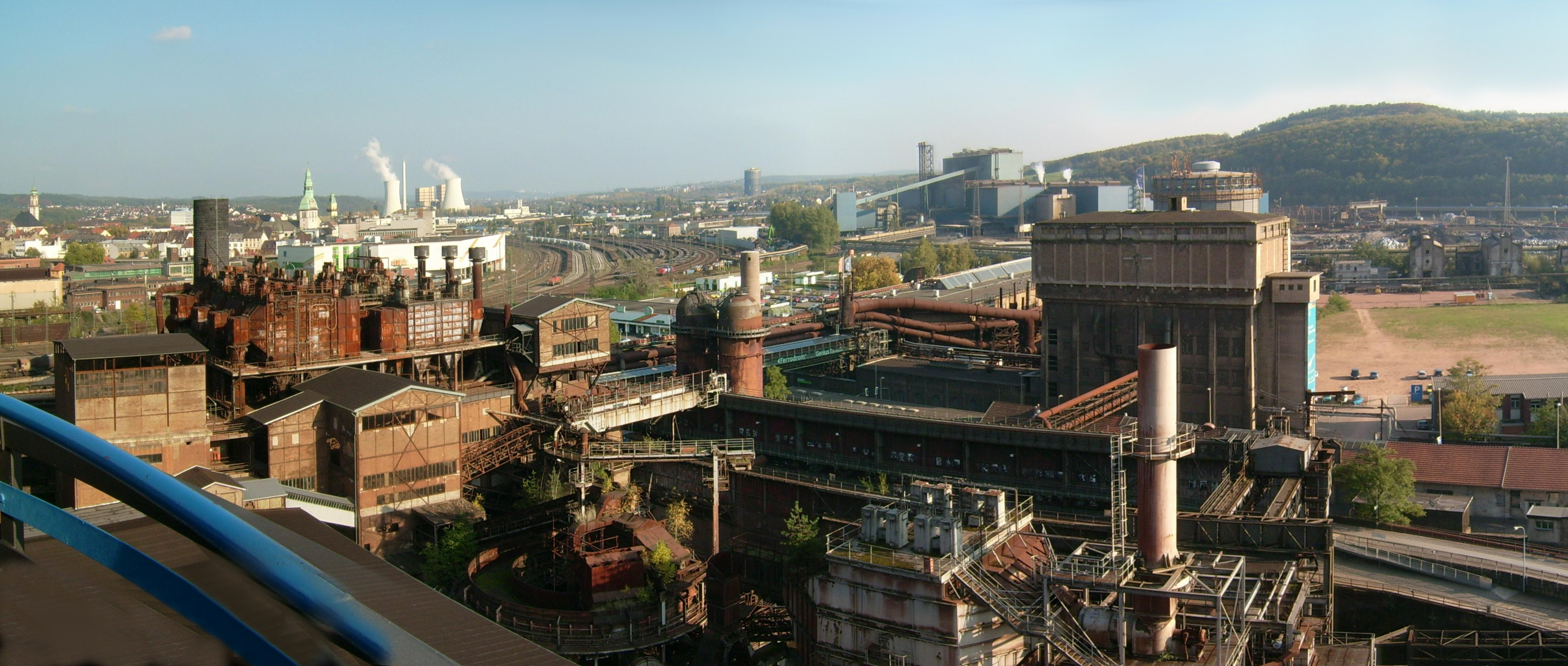

Surplombant la ville de Völklingen, le complexe sidérurgique situé au bord de la Sarre couvre environ 6 hectares. Le site comprend des installations propres à chaque étape de la production de fonte depuis le minerai de fer et de charbon jusqu'à la production de métal en fourneaux, auxquelles viennent s'ajouter les équipements auxiliaires comme les souffleries et le château d'eau. Depuis l'arrêt de la production en 1986, le site n'a connu aucune modification notable hormis les aménagements nécessaires pour la visite du site, et l'apparence générale du complexe est celle des lieux dans les années 1930. Les vestiges de l'usine sidérurgique construite par Buch en 1873 ont été conservés dans la centrale génératrice sous les hauts-fourneaux.

### Halles de stockage
Les minerais sont stockés et mélangés dans une halle de 1 000 m2 capable de contenir jusqu'à 12 000 tonnes de matières premières. La salle des mélanges est construite de 1911 à 1913.

### Hauts-fourneaux
Le premier des six hauts-fourneaux est construit en 1883, le dernier datant de 1903. La série de six hauts-fourneaux, d’une hauteur de 45 mètres et d’une longueur de 250 mètres se trouve au cœur de l'installation. Des bennes apportent les matières premières versées dans des gueulards à une trentaine de mètres de hauteur.

### Cokerie
Une première unité de cokéfaction est édifiée en 1897. Celle-ci sera reconstruite et agrandie en 1935.

### Halle des soufflantes
Entre 1905 et 1914, six machines de soufflement de gaz sont construites. L'air produit est soufflé dans les hauts-fourneaux, les machines étant entraînées par le gaz provenant des hauts-fourneaux.

### Atelier d'agglomération

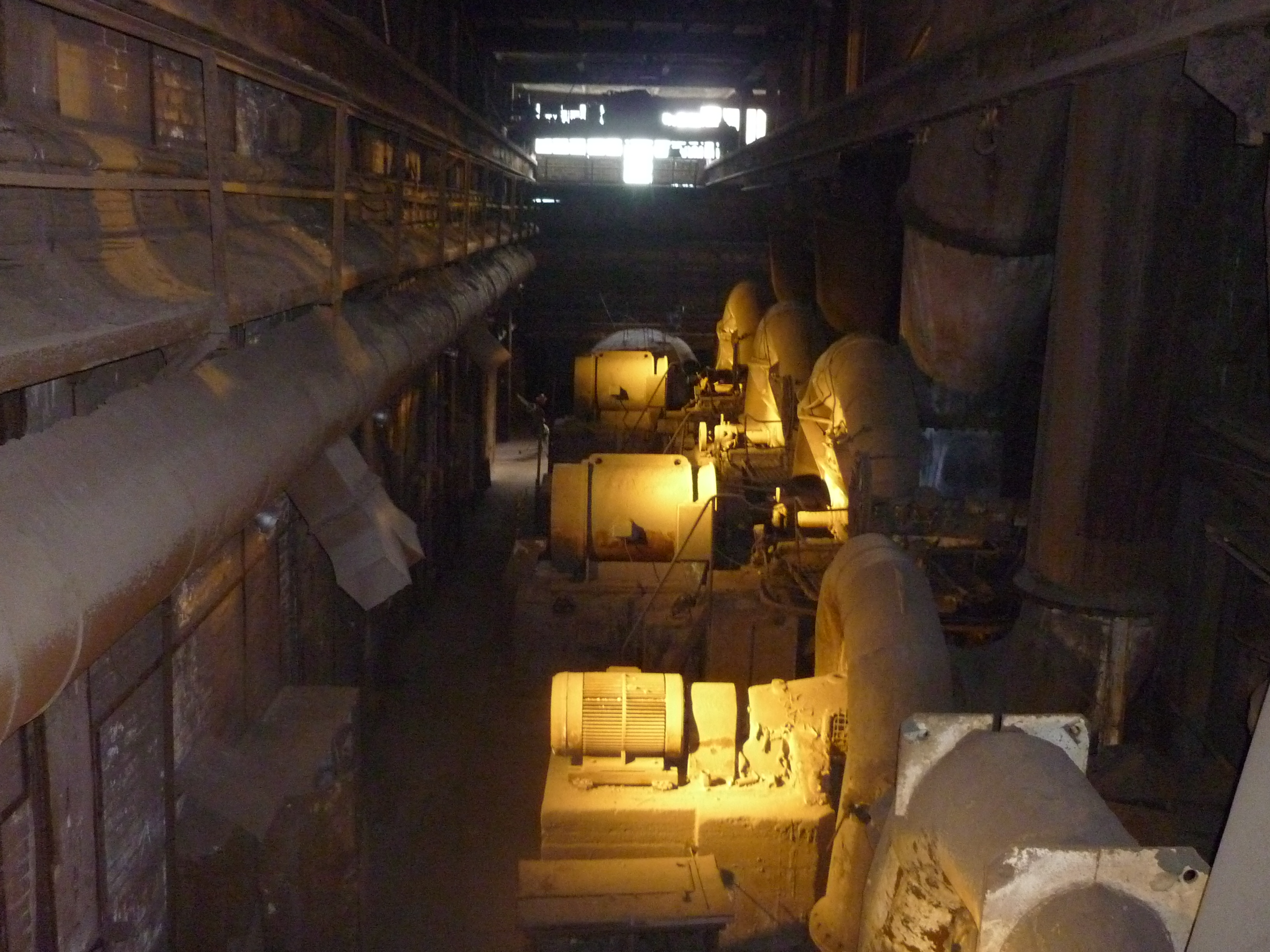
Ventilateurs d'aspiration de l'atelier d'agglomération.

L'atelier d'agglomération du minerai est construit entre 1928 et 1930 et consiste en quatre chaînes d'agglomération, utilisant le procédé Dwight-Lloyd (de). Les déchets issus de la production d'acier peuvent être ainsi recyclés dans les hauts fourneaux. Cette unité est devenue un modèle pour beaucoup d'installations dans toute l'Europe.

### Château d'eau
Le château d’eau central est construit en 1918 est considéré comme la première construction en béton armé du continent européen et témoigne d’une architecture industrielle nouvelle.

## Patrimoine mondial

### Patrimoine Culturel Mondial Völklinger Hütte
À la suite de l'arrêt de la production de l'usine, une association est créée en 1987 pour conserver les bâtiments et les équipements et en faire un centre du patrimoine industriel de la Grande Région. La propriété de l'usine est alors cédée par Dillinger-Hütter-Saarstahl AG au gouvernement régional de Sarre, et le site est décrété monument culturel par la Loi régionale sur la Protection et la Sauvegarde des monuments.
Lors de la 18e session du comité d'évaluation pour le patrimoine mondial de l'UNESCO en 1994 à Phuket, la décision est prise d'inscrire le complexe industriel de Völklingen sur la liste du patrimoine mondial, faisant de l'usine le premier monument industriel à figurer sur la liste,.

### Musée et expositions temporaires
La visite de l'usine propose un parcours qui permet de découvrir les différentes étapes de la production de l'acier. Depuis 2004, le musée scientifique Ferrodrom propose des expositions multimédias autour du monde du fer et de l'acier. En 2010, plus de 2 500 000 de personnes avaient visité le musée depuis son ouverture.
Dès les années 1990 des évènements culturels sont organisés sur le site, avec des concerts de rock et de musique de chambre, et des expositions temporaires sur l'homme, la nature et la technologie.
Depuis 2011 y est organisée l'UrbanArt Biennale, consacrée à l'art urbain.
En 2018, le plasticien français Christian Boltanski installe dans la Hütte une performance en mémoire des travailleurs forcés de la seconde guerre mondiale.